# Анџелин (мини-серија)
Анџелин (енгл. Angelyne) америчка је телевизијска мини-серија коју је створила Ненси Оливер за Peacock. Насловну улогу Анџелин тумачи Еми Росум, а премијера је приказана 19. маја 2022.

## Премиса
Анџелин је загонетна плавокоса бомбшел која је постала славна 1980-их уз билборд-рекламе са њеним ликом. Током 2010-их, Џеф Глејзер, новинар часописа The Hollywood Reporter, покушава да открије прави идентитет и животну причу Анџелин. Међутим, његове напоре ометају њена тајновитост и опречни извештаји ње саме и оних који је познају.

## Улоге
| Глумац            | Улога        |
| ----------------- | ------------ |
| Еми Росум         | Анџелин      |
| Хејмиш Линклејтер | Рик Краус    |
| Филип Етинџер     | Кори Хант    |
| Чарли Роув        | Фреди Месина |
| Алекс Карповски   | Џеф Глејзер  |
| Мартин Фриман     | Харолд Волак |
| Моли Јефрем       | Венди Волак  |
| Лукас Гејџ        | Макс Ален    |
| Мајкл Ангарано    | Дени         |

## Епизоде
| Бр. еп. | Наслов                                 | Редитељ       | Сценариста                  | Премијера     |
| ------- | -------------------------------------- | ------------- | --------------------------- | ------------- |
| 1       |                                        | Мет Спајдер   | Кара Дипаоло и Брендан Кели | 19. мај 2022. |
| 2       |                                        | Луси Чернијак | Енди Сијара                 | 19. мај 2022. |
| 3       | Glow in the Dark Queen of the Universe | Луси Чернијак | Енди Сијара                 | 19. мај 2022. |
| 4       | The Tease                              | Мет Спајсер   | Брендан Кели и Алисон Милер | 19. мај 2022. |
| 5       |                                        | Мет Спајсер   | Алисон Милер                | 19. мај 2022. |